# Штефани Обермозер
Стефани Беатрикс Обермосер (Санкт Јохан у Тиролу, 14. октобар 1988) је аустријска репрезентативка у стрељаштву. Такичи се у дисциплинамаТакмичи се у три дисциплине: ваздушна пушка 40 метака (AR40) и МК пушка тростав 3 х 20 метака (STR3Х20). Члан је СК Кесен из Кесена.
Стрељаштвом се почела бавити 2002. У јуниорској конкуренцији се тачммичила у гађању ваздушном пушком. Прво велико међународно такмичење на којем је учествовала као јуниорска представница Аустрије било је Европско првенство 2006. у Москви, где се разултатом 389 кругова у квалификацијама пласирала на 24 место. Исте године на Светском првенству у Загребу заузима 86. место. На последњем такмичењу у јуниорској Европском првенствву у Винтертуру 2008. остварује најбољи пласман 9. место са 394 круга.
На Летњим олимпијским играма 2012. у Лондону, била је члан аустријске делегације. Учествовала је у две дисциплине и у обе испала у квалификацијама. У дисциплини ваздушна пушка 10 м са 395 кругова, била је 19. од 56 учесница, а у дисциплини МК пушка тростав 50 м са 573 круга, 37. од 46 учесница. 